# Toyota TS050 Hybrid
Toyota TS050 Hybrid är en sportvagnsprototyp, tillverkad av den japanska biltillverkaren Toyota mellan 2016 och 2020.

## Toyota TS050 Hybrid
Toyota TS050 Hybrid kommer att tävla i FIA World Endurance Championship från säsongen 2016. Den stora skillnaden jämfört med företrädarna är att den åttacylindriga sugmotorn har ersatts av en sexcylindrig turbomotor. Hybridsystemet har elmotorer på fram- och bakhjulen men superkondensatorerna från företrädarna har ersatts med en batteribaserad lösning.

## Tekniska data
| Tekniska data               | Toyota TS050 Hybrid                                                   |
| --------------------------- | --------------------------------------------------------------------- |
| Motor:                      | 90° V6-motor med biturbo                                              |
| Cylindervolym:              | 2,4 l                                                                 |
| Max effekt:                 | 500 hk                                                                |
| Max vridmoment:             |                                                                       |
| Ventilstyrning:             | Dubbla överliggande kamaxlar per cylinderrad, 4 ventiler per cylinder |
| Hybridsystem:               | KERS bromskraftåtervinning                                            |
| Växellåda:                  | 7-växlad sekventiell                                                  |
| Hjulupphängning fram & bak: | Dubbla tvärlänkar, torsionsfjädring                                   |
| Bromsar:                    | Keramiska skivbromsar                                                 |
| Chassi & kaross:            | Chassi i aluminium/komposit-honeycomb med kolfiberkaross              |
| L x B x H:                  | 465 x 190 x 105 cm                                                    |
| Torrvikt:                   |                                                                       |